# المتلعة

تعديل مصدري - تعديل

المتلعة هي إحدى قرى عزلة جيشان بمديرية جيشان التابعة لمحافظة أبين، بلغ تعداد سكانها 180 نسمة حسب تعداد اليمن لعام 2004.